# Viola Davis
Viola Davis (Saint Matthews, 11 augustus 1965) is een Amerikaans toneel- en filmactrice. Ze won in 2017 een Oscar, een Golden Globe en een BAFTA Award voor haar bijrol als Rose Maxson in Fences. Eerder werd ze voor een Oscar genomineerd voor haar bijrol in Doubt in 2009 en voor haar hoofdrol in The Help in 2012. Tot de meer dan 70 andere acteerprijzen die haar werden toegekend, behoren een Tony Award voor haar rol in het toneelstuk King Hedley II in 2001, een National Board of Review Award voor Doubt en een Satellite Award voor The Help. In 2017 kreeg ze een ster op de Hollywood Walk of Fame.
Davis trouwde in 2003, het paar adopteerde in 2011 een dochter.
Op 24 april 2022 verscheen de documentaire ‘Oprah + Viola: A Netflix Special Event’. Hierin interviewt Oprah Winfrey de actrice over haar memoires, het boek ‘Finding Me’.

## Filmografie
- Bibsys: 8036148
- Biblioteca Nacional de España: XX5348036
- Bibliothèque nationale de France: cb15587200m (data)
- Catàleg d'autoritats de noms i títols de Catalunya: 981058511348306706
- Gemeinsame Normdatei: 1023017016
- International Standard Name Identifier: 0000 0001 1489 4234
- Library of Congress Control Number: no2008047755
- Nationale Bibliotheek van Letland: 000343003
- MusicBrainz: 187b6ec7-0dc8-4fc4-8b15-0ec64c0e67ef
- Nationale Bibliotheek van Tsjechië: xx0150554
- Nationale Bibliotheek van Israël: 987007424159305171
- Nationale Bibliotheek van Polen: a0000002061025
- Nederlandse Thesaurus van Auteursnamen: 410698105
- Système universitaire de documentation: 159634741
- Virtual International Authority File: 29851079
- WorldCat: E39PBJtRM3GG8bKH6qhTPTC84q